# Syzygium borbonicum
Syzygium borbonicum är en myrtenväxtart som beskrevs av E.L.Joseph Guého och Andrew John Scott. Syzygium borbonicum ingår i släktet Syzygium och familjen myrtenväxter.
Artens utbredningsområde är Réunion. Inga underarter finns listade i Catalogue of Life.